# Ville Kähkönen
Ville Kähkönen (ur. 23 czerwca 1984 r. w Rovaniemi) – fiński narciarz, specjalista kombinacji norweskiej, zawodnik klubu Ounasvaaran Hiihtoseura.

## Kariera
Po raz pierwszy na arenie międzynarodowej Ville Kähkönen pojawił się 1 grudnia 2001 roku w zawodach Pucharu Świata B w Vuokatti. Zajął tam 53. miejsce w zawodach metodą Gundersena. W 2002 roku wystartował na Mistrzostwach Juniorów w Schonach, gdzie indywidualnie plasował się poza czołową trzydziestką, a w zawodach drużynowych był dziewiąty. Rok później, podczas Mistrzostw Juniorów w Sollefteå był jedenasty w Gundersenie, siódmy w sprincie oraz szósty w zawodach drużynowych. Najbliżej medalu był jednak w 2004 roku na Mistrzostwach Juniorów w Stryn, gdzie wspólnie z kolegami zajął czwarte miejsce w sztafecie. Indywidualnie zajął dziewiątą pozycję w Gundersenie.
W Pucharze Świata zadebiutował 14 marca 2003 roku w Lahti, gdzie zajął 37. miejsce w Gundersenie. W sezonie 2002/2003 pojawił się jeszcze raz, dzień później w Lahti zajmując 29. miejsce w sprincie. Pierwsze pucharowe punkty dały mu 49. miejsce w klasyfikacji generalnej. Najlepsze wyniki w PŚ osiągnął w sezonie 2006/2007, który ukończył na 37. pozycji. Nigdy nie stał na podium indywidualnych zawodów tego cyklu, jednak 14 stycznia 2007 roku we włoskim Predazzo wraz z kolegami wygrał konkurs drużynowy. W lutym 2007 roku brał udział w Mistrzostwach Świata w Sapporo, gdzie w swoim jedynym starcie, zawodach metodą Gundersena zajął czternaste miejsce.
Kähkönen startuje także w Pucharze Kontynentalnym, gdzie osiągał lepsze wyniki. Zajął między innymi ósme miejsce w klasyfikacji generalnej sezonu 2005/2006, przy czym 5 marca 2006 roku w Klingenthal zwyciężył w sprincie.

## Osiągnięcia

### Mistrzostwa świata
| Miejsce | Dzień   | Rok  | Miejscowość | Konkurencja           | Wynik zwycięzcy | Strata      | Zwycięzca       |
| ------- | ------- | ---- | ----------- | --------------------- | --------------- | ----------- | --------------- |
| 14.     | 3 marca | 2007 | Sapporo     | Gundersen HS100/15 km | 38:35.6 min     | +2:30.4 min | Ronny Ackermann |

### Mistrzostwa świata juniorów
| Miejsce | Dzień       | Rok  | Miejscowość | Konkurencja          | Wynik zwycięzcy | Strata      | Zwycięzca        |
| ------- | ----------- | ---- | ----------- | -------------------- | --------------- | ----------- | ---------------- |
| 31.     | 23 stycznia | 2002 | Schonach    | Gundersen K90/10 km  | 30:54.2 min     | +6:10.0 min | Björn Kircheisen |
| 9.      | 25 stycznia | 2002 | Schonach    | Sztafeta K90/4x5 km  | 844.0 pkt       | ?           | Niemcy           |
| 11.     | 5 lutego    | 2003 | Sollefteå   | Gundersen K107/10 km | ?               | +3:23.6 min | Björn Kircheisen |
| 6.      | 7 lutego    | 2003 | Sollefteå   | Sztafeta K107/4x5 km | ?               | ?           | Niemcy           |
| 7.      | 9 lutego    | 2003 | Sollefteå   | Sprint K107/5 km     | 14.02.6 min     | +1:00.9 min | Björn Kircheisen |
| 9.      | 4 lutego    | 2004 | Stryn       | Gundersen K90/10 km  | 26:06.3 min     | +4:21.0 min | Petter Tande     |
| 4.      | 6 lutego    | 2004 | Stryn       | Sztafeta K90/4x5     | 58:03.0 min     | ?           | Norwegia         |

### Puchar Świata

#### Miejsca w klasyfikacji generalnej
- sezon 2002/2003: 49.
- sezon 2004/2005: -
- sezon 2005/2006: -
- sezon 2006/2007: 37.
- sezon 2007/2008: 60.

#### Miejsca na podium chronologicznie
Jak dotąd Kähkönen nie stawał na podium indywidualnych zawodów Pucharu Świata.

### Puchar Kontynentalny

#### Miejsca w klasyfikacji generalnej
- sezon 2003/2004: 79.
- sezon 2004/2005: 60.
- sezon 2005/2006: 8.
- sezon 2007/2008: 35.
- sezon 2010/2011: 88.

#### Miejsca na podium chronologicznie
| Nr | Data         | Miejscowość | Konkurencja         | Wynik zwycięzcy | Pozycja | Strata | Zwycięzca |
| -- | ------------ | ----------- | ------------------- | --------------- | ------- | ------ | --------- |
| 1. | 5 marca 2006 | Klingenthal | Sprint HS140/7.5 km | ?               | 1.      | -      | -         |

### Letnie Grand Prix

#### Miejsca w klasyfikacji generalnej
- 2004: -

#### Miejsca na podium chronologicznie
Jak dotąd Kähkönen nie stawał na podium indywidualnych zawodów LGP.